# Kiltsi
Kiltsi (nota anche come Castel Aß, Castel Ass, o Gilsenhof) è una residenza di campagna nel comune estone di Väike-Maarja, nella contea di Lääne-Virumaa. È registrata al N. 16079 Nel Registro di Stato Estone dei Monumenti Culturali.

## Storia
Kiltsi risulta citata per la prima volta nel 1466. Si ritiene sia stata eretta nel XIV o XV secolo come Castello di Kiltsi, che fu distrutto durante la prima guerra del nord. Nel medioevo Kiltsi appartenne alla famiglia Gilsens, dalla quale prese la denominazione tedesca di Gilsenhof.
Nel XVII secolo Kiltsi fu una parrocchia di Aseri, e quindi divenne proprietà delle famiglie Uexküll, Zoeged, Mannteuffel e Rosen.
Nel 1784 Kiltsi fu acquistata dal maggiore Major Hermann Johann von Beckendorff, che nel 1790 fece costruire un nuovo edificio principale in stile neoclassico (ma con torrette non neoclassiche), all'interno delle mura della residenza. Dal 1816 la residenza appartenne al famoso esploratore e studioso, l'ammiraglio Adam Johann von Krusenstern, che vi risiedette fino alla morte, ivi avvenuta nel 1846.
La residenza rimase da allora di proprietà della famiglia Krusenstern fino all'inizio del XX secolo.
L'ultimo suo proprietario privato fu Alfred von Uexkll-Gyldenband. Dal 1920 la residenza ha ospitato una scuola.

## Galleria d'immagini

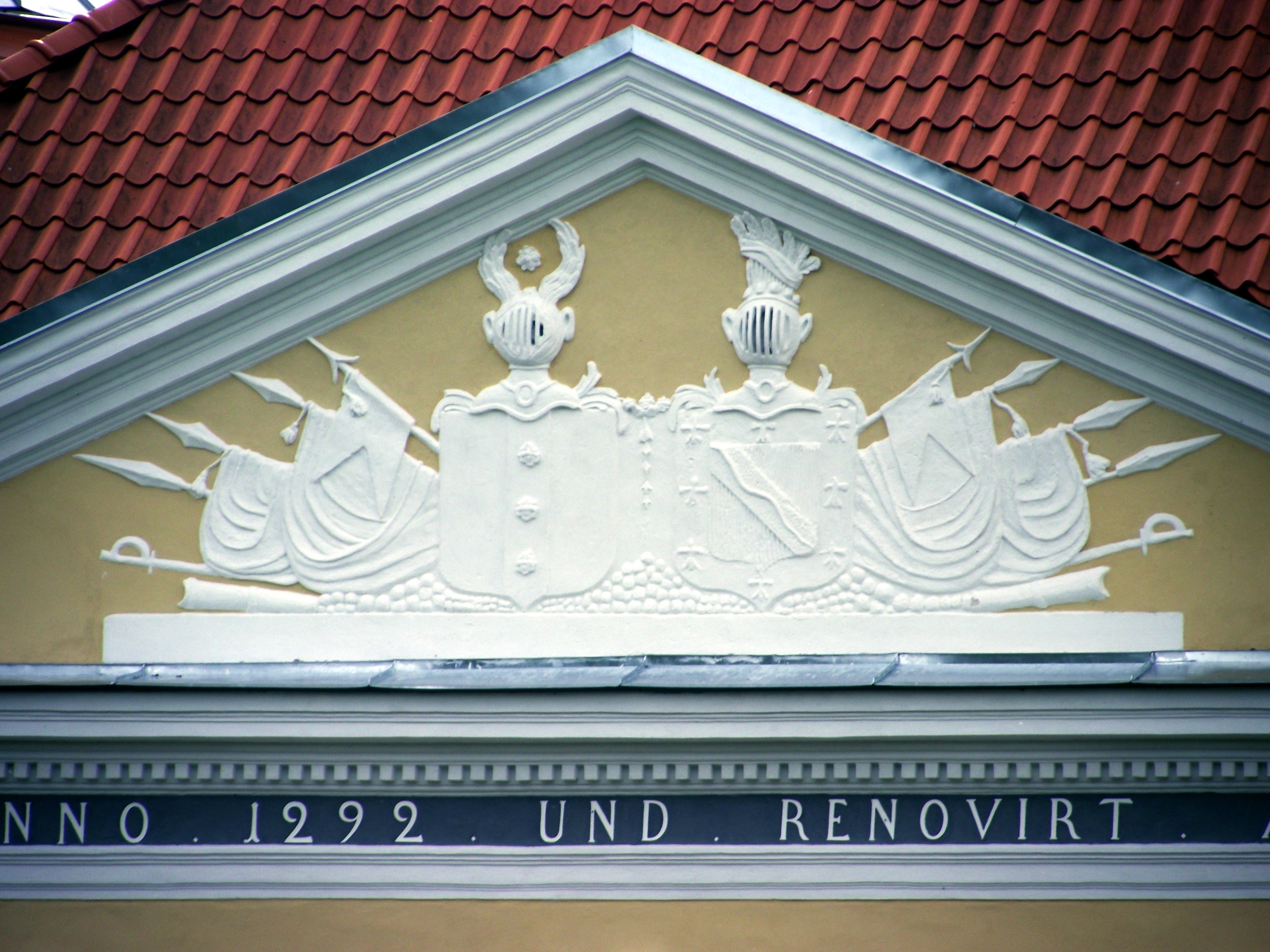
Edificio principale di Kiltsi con le arme dei Benckendorff e dei Brevern.
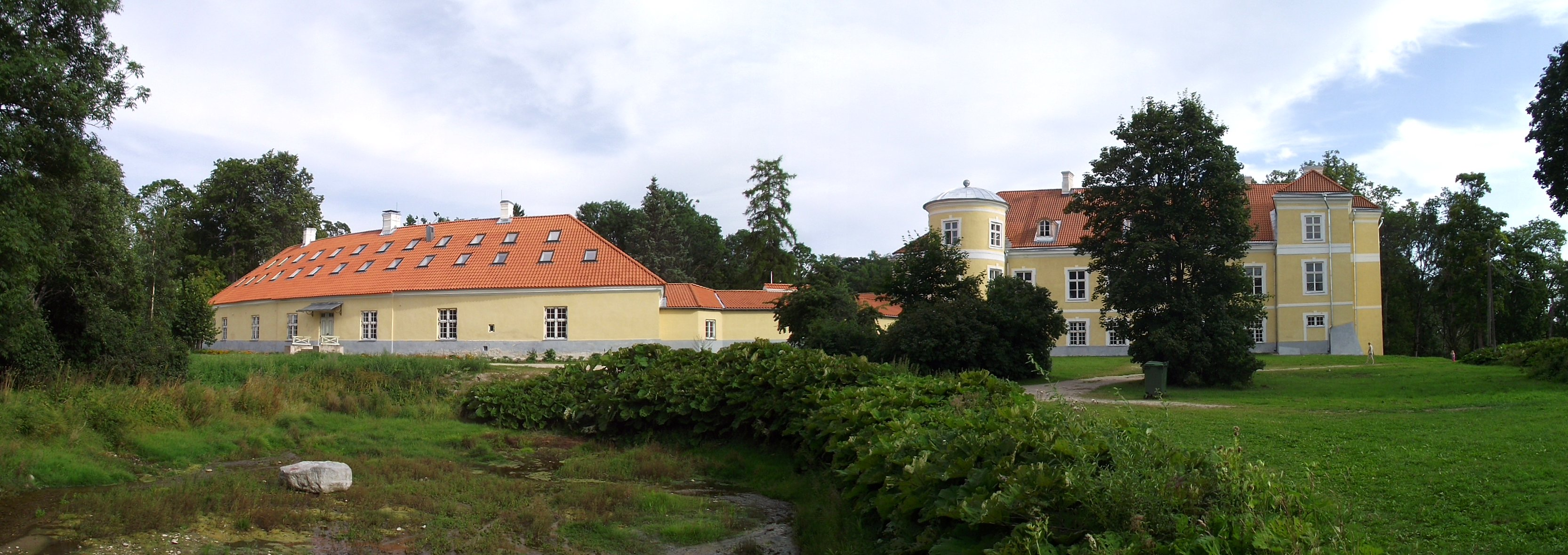
Kiltsi
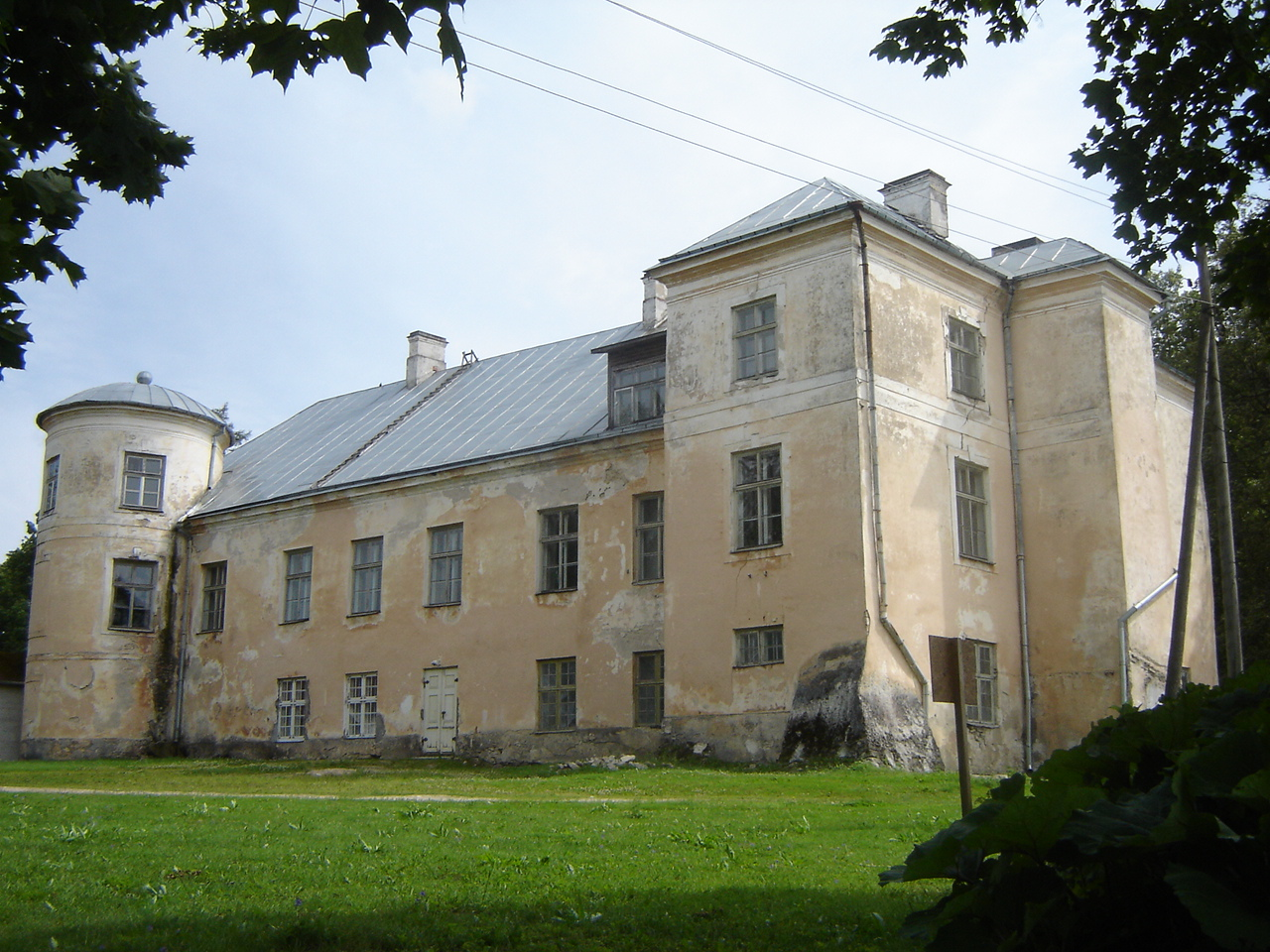
La residenza vista dal lato destro prima dei lavori di restauro degli anni 2008–2010
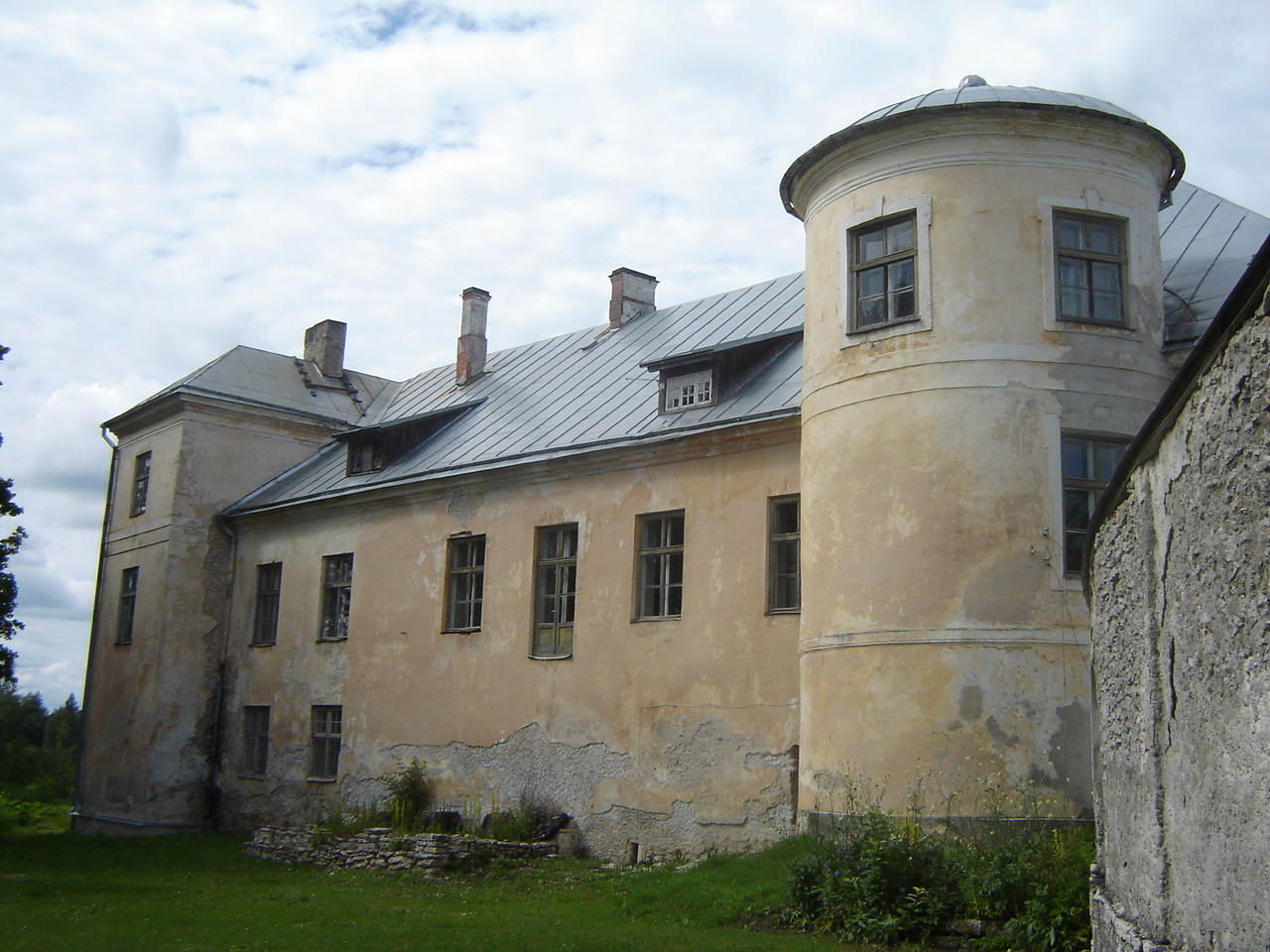
La residenza vista dal lato sinistro prima dei lavori di restauro degli anni 2008–2010
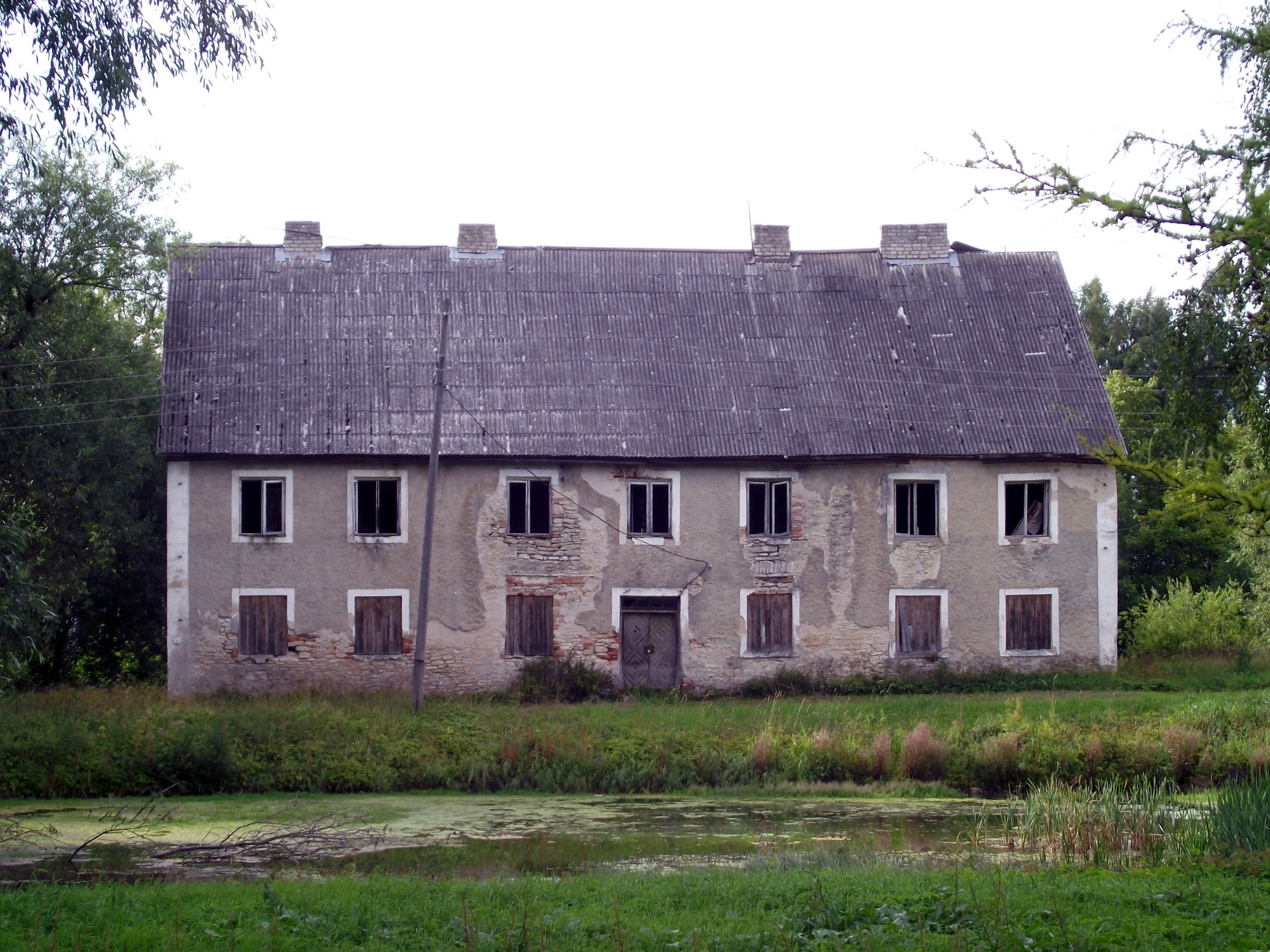
Gli appartamenti della servitù
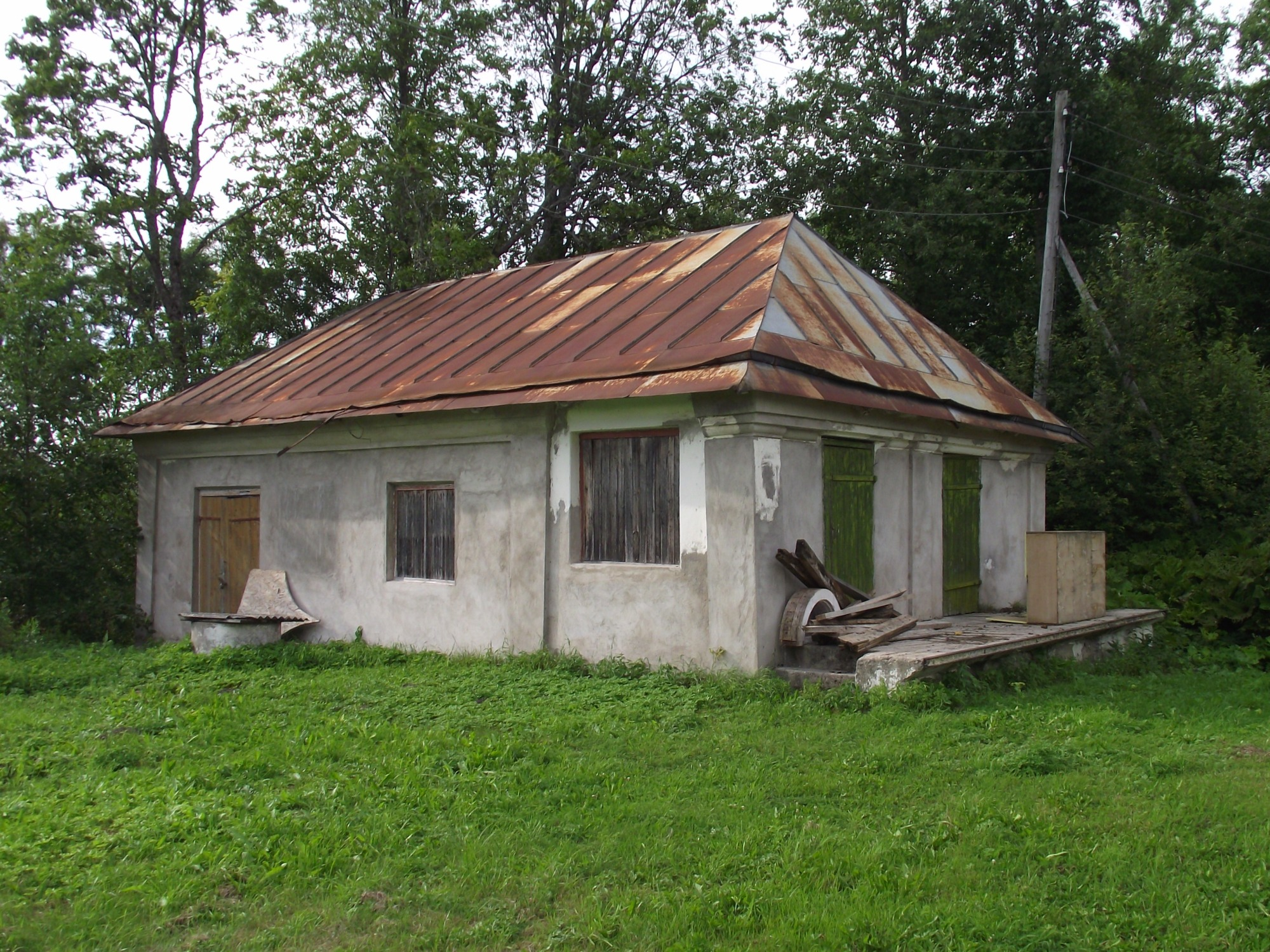
La cucina
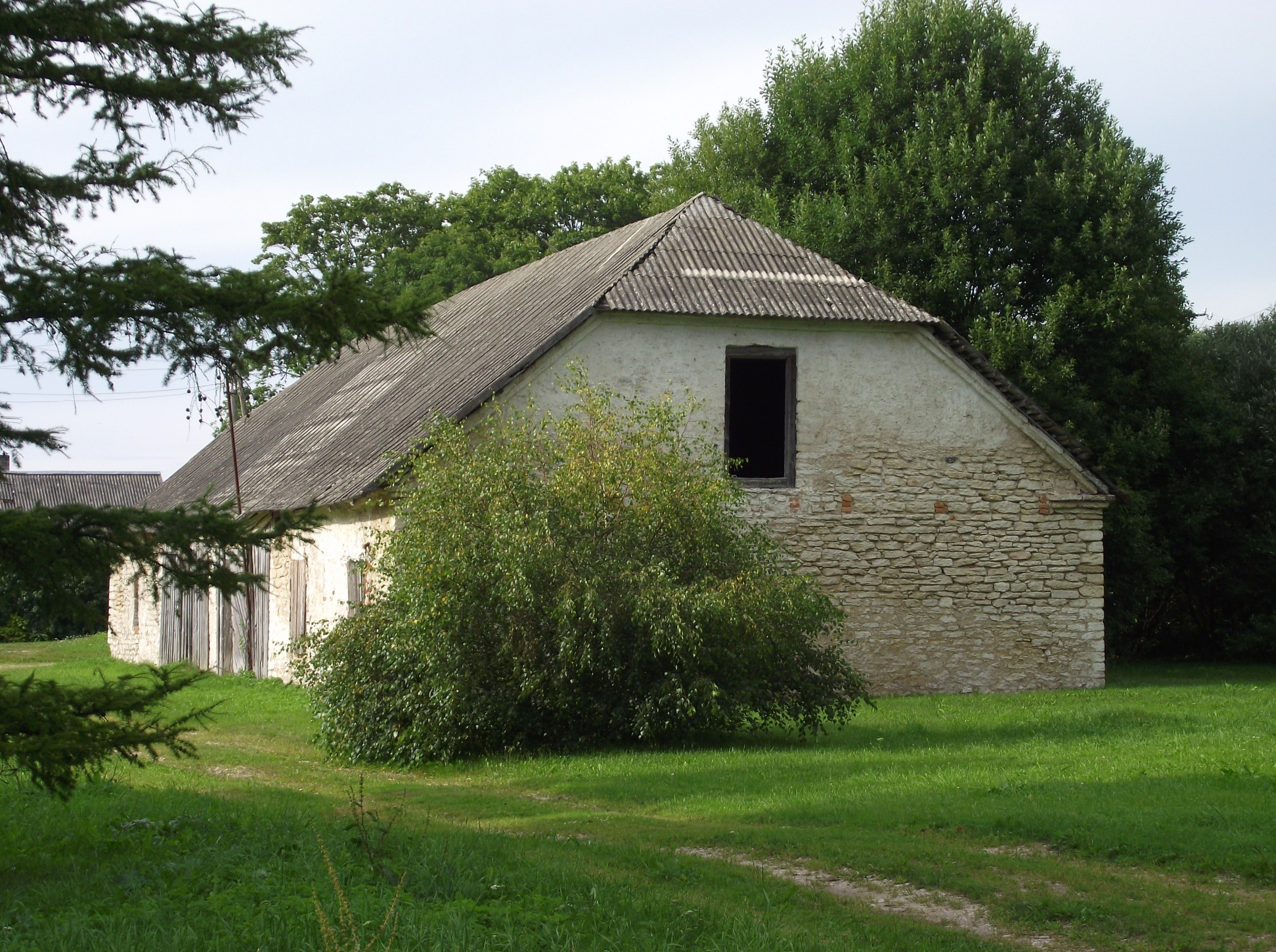
Le stalle
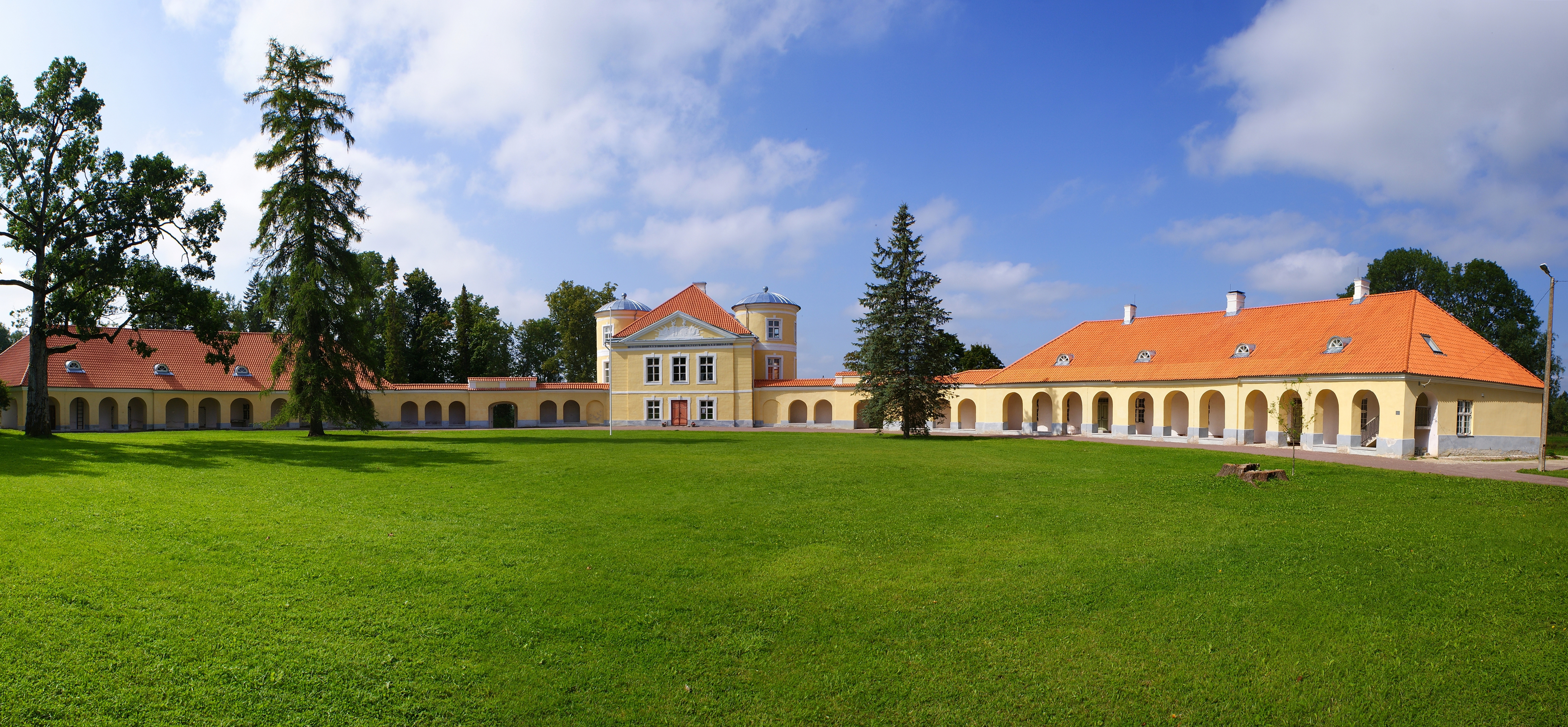
Panorama della residenza
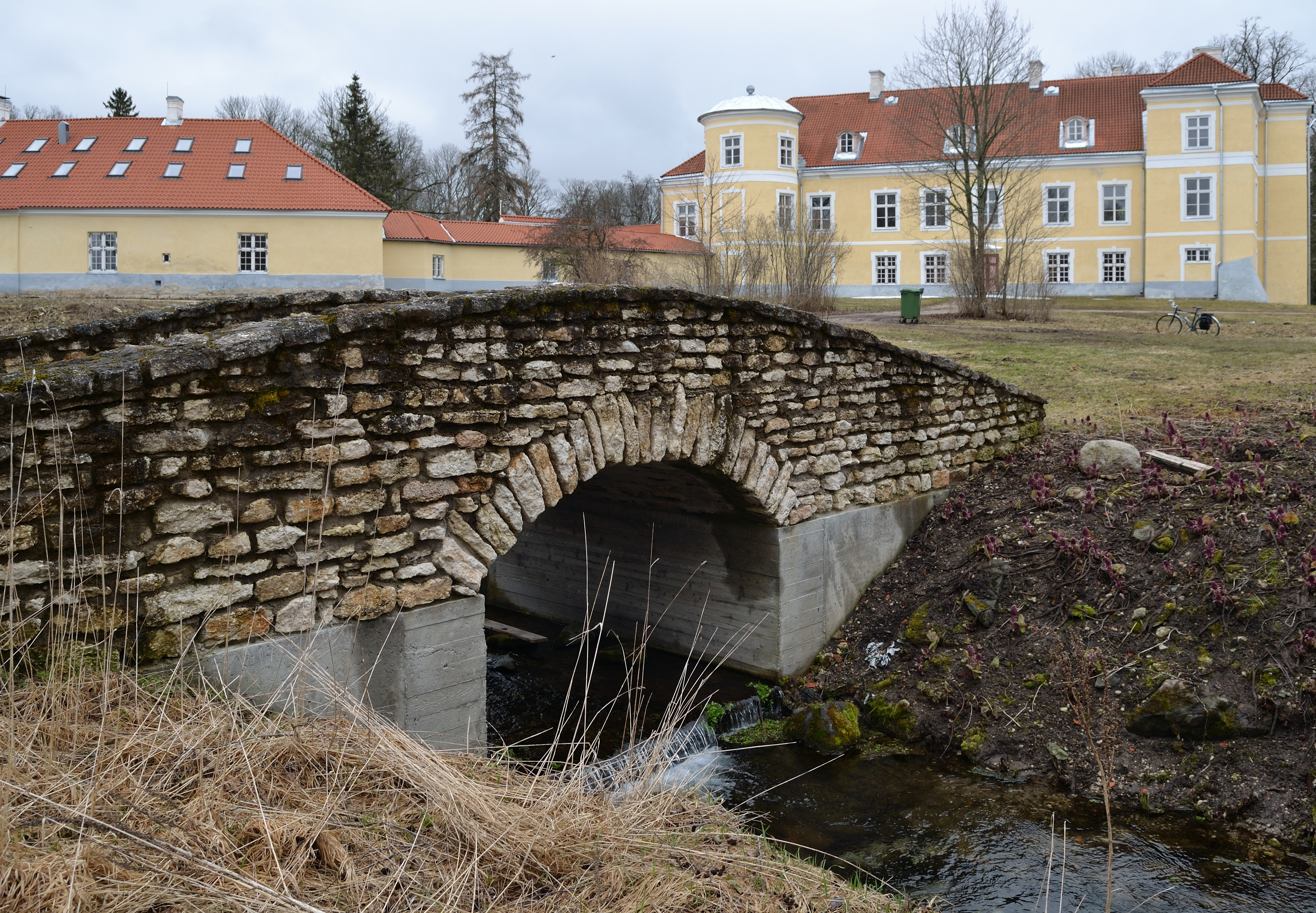
Ponte in pietra nel parco della residenza di Kiltsi